# Brigitte Mandt
Brigitte Mandt (* 16. Dezember 1960 in Hermülheim) ist eine deutsche Juristin. Seit Januar 2012 ist sie Präsidentin des Landesrechnungshofs Nordrhein-Westfalen. Sie ist seit 2015 Honorarprofessorin an der Deutschen Universität für Verwaltungswissenschaften Speyer und im Jan. 2016 zum Mitglied des Nutzerbeirates des Deutschen Forschungsinstituts für öffentliche Verwaltung (FÖV) berufen worden.

## Leben
Mandt legte 1989 die Erste Juristische Staatsprüfung ab. Von 1990 an absolvierte sie das Rechtsreferendariat im Bezirk des Oberlandesgerichts Köln, das sie 1993 mit der Zweiten Juristischen Staatsprüfung abschloss. Im Jahr 2000 promovierte sie zum Dr. jur. bei der Universität Köln mit ihrer Dissertation Die Gefährdung öffentlicher Sicherheit durch Entweichungen aus dem geschlossenen Strafvollzug (Veröffentlichung 2001).  
Von 1993 bis 1997 war Brigitte Mandt als Staatsanwältin bei der Staatsanwaltschaft Köln tätig. Von Januar 1998 bis Februar 2002 war sie persönliche Referentin der nordrhein-westfälischen Justizminister Fritz Behrens und Jochen Dieckmann, von März 2002 bis August 2005 persönliche Referentin des Ministerpräsidenten Wolfgang Clement und Büroleiterin von Ministerpräsident Peer Steinbrück.
Von August 2005 bis Juli 2006 war Mandt Gruppenleiterin in der Abteilung Justizvollzug im Justizministerium NRW. Im August 2006 wurde ihr die Leitung der Abteilung 1 (Justizverwaltung) im Ministerium der Justiz des Landes Rheinland-Pfalz übertragen. Vom 16. Juli 2010 bis zum 25. Januar 2012 war sie Staatssekretärin im Justizministerium des Landes Nordrhein-Westfalen.
Ehrenamtlich engagiert sich Mandt seit 2011 als Vorsitzende des Vorstandes der Israelstiftung Deutschland sowie seit 2014 als Mitglied des Verwaltungsrates des Deutschen Instituts für Interne Revision e.V. (DIIR).